# 汉斯-威廉·米勒-沃尔法特
汉斯-威廉·米勒-沃尔法特（德語：Hans-Wilhelm Müller-Wohlfahrt，1942年8月12日—）是一名德国骨科医生及运动医学专家，曾供职于拜仁慕尼黑，在治疗运动损伤方面处于世界领先地位。此外，他也是一位作家及膳食补充剂企业“米勒-沃尔法特程式保健股份公司（formula Müller-Wohlfahrt Health & Fitness AG）”的董事长。

## 生平
沃尔法特出生于下萨克森州列尔哈费（Leerhafe，今属维特蒙德）的一个牧师家庭。早年他曾是一位田径运动员，并在1963年于耶弗尔玛丽恩高中（Mariengymnasium Jever）毕业后开始进修医学课程。其后，沃尔法特供职于柏林鲁道夫·菲尔绍医院（Rudolf-Virchow-Krankenhaus）的骨科诊所，逐渐发展为一名骨科专家，更在1971年取得博士学位。
沃尔法特已婚，他与妻子目前居住于慕尼黑。在1999年至2001年期间，沃尔法特的女儿玛莲·米勒-沃尔法特（Maren Müller-Wohlfahrt）曾与洛塔尔·马特乌斯相恋，遭到沃尔法特的干涉。此外，他还有一个儿子。

## 职业生涯
沃尔法特在1975年至1977年间曾在德甲球队柏林赫塔担任医生。自1977年4月起，他来到慕尼黑，成为拜仁慕尼黑的俱乐部医生。直至1996年沃尔夫冈·彼得接任前，沃尔法特一直是拜仁的随队医生，出现在球队每场比赛的替补席当中。此后，他仍会以“医务主管”的身份现场参与球队的部分比赛。他担任这一职位直至2008年11月，因与主教练尤尔根·克林斯曼意见不合而辞职。在后者于2009年4月被解雇后，沃尔法特再度作为队医重回拜仁替补席，并且得到了另两位队医卢茨·汉赛尔（Lutz Hänsel）和彼得·于布拉克（Peter Ueblacker）的支持。自1995年以来，他还需要为德国国家足球队提供医疗服务。
2008年5月，沃尔法特在慕尼黑市中心的阿尔特霍夫开设了一家面积达1600平方米的骨科医疗中心。而该中心的投资人则是时任另一支德甲球队霍芬海姆主席的迪特玛·霍普。
沃尔法特的一些非正统治疗方法存在争议，例如使用牛血、蜂蜜或公鸡鸡冠上的提取物或进行肌肉注射。而他对运动员使用的顺势疗法药物也遭到部分德国同行的质疑。尽管他的替代疗法和顺势疗法经常遭到批评，但他仍是国际公认的运动损伤专家，尤其是在膝盖及肌腱伤病领域拥有极高的威望。
2012年，沃尔法特曾帮助受肌肉伤势困扰的田径运动员尤塞恩·博尔特，并使他可以赶在伦敦奥运会比赛前伤愈。后者在100米赛跑取得金牌后公开感谢了这位德国骨科医生，并声称沃尔法特是自己可以在奥运会蝉联冠军的一大关键人物。